# Les Cachetonneurs
Pour plus de détails, voir Fiche technique et Distribution.
Les Cachetonneurs est un film français réalisé par Denis Dercourt et sorti en 1999. C'est le premier long métrage de Denis Dercourt,.

## Synopsis
Six cachetonneurs - des musiciens qui vivent du cachet - se retrouvent dans un château en Normandie pour préparer un concert du Nouvel An. Mais l’équipe réunie par Roberto, le contrebassiste qui a trouvé "l’affaire", n’est pas exactement celle qui était prévue au départ.

## Fiche technique
- Titre : Les Cachetonneurs
- Réalisation et scénario : Denis Dercourt
- Photographie : Jérôme Peyrebrune
- Production : Tom Dercourt
- Pays d'origine :  France
- Format : couleurs - 35 mm
- Genre : comédie dramatique
- Durée : 90 minutes
- Date de sortie : France - 24 mars 1999

## Distribution
- Pierre Lacan : Roberto
- Marc Citti : Lionel
- Serge Renko : Martial
- Marie-Christine Laurent : Thérèse
- Philippe Clay : le châtelain
- Ivry Gitlis : le professeur
- Henri Garcin : Hanz Swarovski
- Wilfred Benaïche : le clarinettiste
- Clémentine Benoit : Diana
- Sonia Monkaï : Fatiah
- Faudel : lui-même

## Distinctions[4]

### Récompenses
- Festival international du film d'Aubagne : Grand prix Passion d'or
- Festival international du film fantastique d'Avoriaz : Prix d'interprétation pour Marc Citti, Marie-Christine Laurent, Serge Renko et Pierre Lacan

### Nominations
- Festival de Namur
- Festival international du film de Genève
- Festival international du film de Calcutta
- Festival international du film du Caire
- Festival international du film de Chicago